# San Juancito
San Juancito es una localidad argentina ubicada en el Departamento El Carmen de la Provincia de Jujuy. Se encuentra sobre la Ruta Provincial 2, a 1 km de las rutas nacionales 66 y 34. Cuenta con una estación de ferrocarril.
En 2011 entró en servicio la estación transformadora San Juancito como parte de la interconexión NEA-NOA del sistema eléctrico argentino.